# Мальцев, Николай Николаевич
Николай Николаевич Мальцев (15 апреля 1986, Белоярский, Тюменская область, СССР) — российский футболист, игрок в мини-футбол. Бывший игрок клуба «Динамо-Самара» и сборной России.

## Биография
Воспитанник югорского клуба «ТТГ». В Суперлиге дебютировал за екатеринбургский клуб «ВИЗ-Синара». Не сумев выдержать конкуренцию среди молодых воспитанников клуба, в 2005 году перешёл в «Тюмень». После неудачного для сибиряков сезона, когда они заняли последнее место в лиге, Мальцев подписал контракт с казахским «Актобе-БТА».
В Казахстане Николай провёл два сезона, был одним из лучших бомбардиров чемпионата, и в 2008 году вернулся в Россию, став игроком подмосковных «Мытищ». Своей игрой в последующем сезоне он привлёк внимание московского клуба «Динамо-Ямал», и летом 2009 года Мальцев стал игроком «динамовцев». Не получая большого количества игрового времени, посреди сезона он был отдан в аренду в «Динамо-2». Там Николай стал лидером команды и забил за остаток сезона 15 мячей в 10 матчах.
Летом 2010 года Мальцев вернулся в «ВИЗ-Синару». Там он провёл два сезона, после чего перешёл в московский клуб «Дина».
Яркой игрой за «Динамо-2» Мальцев обратил на себя внимание тренеров сборной России. В 2010 году он был включён в экспериментальный состав сборной на товарищеские матчи против сборной Японии. В дебютном матче за сборную он вывел команду на паркет в качестве капитана (для большинства остальных игроков этот матч за сборную был также дебютным) и отметился двумя забитыми мячами.

## Достижения
- Серебряный призёр чемпионата Европы по мини-футболу 2012
- Чемпион России по мини-футболу (1): 2014